# Bariadi (TC)
Bariadi (TC) (Bariadi Town Council, auch Bariadi Mjini genannt) ist ein Distrikt in der tansanischen Region Simiyu südöstlich des Victoriasees. Der Distrikt grenzt im Süden an den Distrikt Itilima, sonst ist er vom Distrikt Bariadi (DC) umgeben. Der Verwaltungssitz befindet sich in der Stadt Bariadi, die auch Regionshauptstadt ist.

## Geographie
Bariadi (TC) hat eine Fläche von 877 Quadratkilometern und 260.927 Einwohner (Volkszählung 2022). Das Land liegt auf dem tansanischen Hochplateau rund 1300 Meter über dem Meer und ist sanft hügelig. Die schwarzen Lehmböden werden durch Bereiche von rotem Lehm und Sand durchbrochen und sind vegetationsarm. Der größte Fluss ist der Bariadi, der über den Duma in den Simiyu entwässert, dieser mündet in den Victoriasee.
Das Klima in Bariadi ist tropisch. Durchschnittlich fallen im Jahr 927 Millimeter Regen, der Großteil davon in den Monaten November bis April. Diese haben jeweils 100 bis 150 Millimeter Niederschlag. Die Monate Juni, Juli und August sind sehr trocken. Die Durchschnittstemperatur schwankt zwischen 21,8 Grad Celsius im Dezember und 24,1 Grad im September.

## Geschichte
Der Distrikt wurde im Jahr 2012 gegründet.

## Verwaltungsgliederung
Bariad (TC) besteht aus dem einen Wahlkreis (Jimbo) Bariadi Mjini, der in zehn Bezirke (Kata) gegliedert ist:
- Bariadi
- Bunamhala
- Guduwi
- Isanga
- Malambo
- Mhango
- Nyakabindi
- Nyangokolwa
- Sima
- Somanda

## Bevölkerung
Die größte ethnische Gruppe sind die Wasukuma. Im Jahr 2012 lebten 155.620 Menschen im Distrikt, bis 2022 stieg diese Zahl auf 260.927.

## Einrichtungen und Dienstleistungen
- Gesundheit: In Bariadi befinden sich zwei Krankenhäuser, das Sumve-Krankenhaus und das Songambele-Krankenhaus.[6]

## Wirtschaft und Infrastruktur
Bariadi (TC) ist ein Handelszentrum, das überwiegend Geschäfte mit landwirtschaftlichen Produkten macht.
- Landwirtschaft: Die Hauptanbauprodukte für die Selbstversorgung sind Mais, Reis und Süßkartoffeln. Wichtig ist der Anbau von Baumwolle für den Verkauf.[7]
- Straße: Die wichtigste Verkehrsverbindung ist die Nationalstraße von Shinyanga im Süden nach Mara und weiter nach Kenia im Norden. Die Straße ist nördlich der Stadt Bariadi asphaltiert, im Süden bis Maswa eine Naturstraße.[8]